# 富永謙太郎
富永 謙太郎（とみなが けんたろう、1904年〈明治37年〉2月12日 - 1985年〈昭和60年〉1月15日）は、日本の挿絵画家。
写実的な美男美女の挿絵を得意とし、岩田専太郎、志村立美とともに挿絵界三羽がらすと評された。代表作に、菊池寛の少女小説『心の王冠』、村松梢風『近世名勝負物語』、江戸川乱歩『地獄の道化師』などがある。娘は女優・声優の富永美沙子。

## 経歴
静岡県周智郡森町に生まれる。六人兄弟の四番目で、子供の頃から絵が得意であった。高等小学校を卒業後すぐに上京し、はじめは東京下谷竹町の花簪屋、次に看板屋で働くがまったく絵を描かせてもらえずいったん帰郷する。再び上京し小石川西丸町の「辰巳」という看板屋で働きはじめるが、1923年（大正12年）に関東大震災がおきて郷里に逃げ戻る。
東京の復興をきいて上京し、1927年（昭和2年）、友人と商業美術工芸社を設立し絵看板屋をはじめる。一度目の結婚をするが仕事もうまくいかず、雑誌の挿絵を描いてみることをすすめられ、漫画『冒険ダン吉』で有名な島田啓三を紹介される。
1931年（昭和6年）、島田の伝手でポケット講談社で子供雑誌の挿絵を描き始める。二度目の妻を迎え妊娠もした頃、出版社の経営の悪化を知り、『ポケット講談』に書いていた作家の藤森順三から菊池寛を紹介してもらう。菊池は富永の絵をみて、まず雑誌『日の出』掲載の短編「妻は見たり」の挿絵を描かせ、1933年（昭和8年）から読売新聞夕刊で連載の小説『結婚街道』の挿絵を担当させた。1933年11月30日には娘の美沙子が誕生した。『結婚街道』の挿絵は人気をあつめ、以後、菊池寛『心の王冠』、江戸川乱歩『地獄の花嫁』『地獄の道化師』、また竹田敏彦、長田幹彦、久米正雄、横溝正史、富田常雄らの現代小説や探偵小説の挿絵を多く手がけた。
1953年（昭和28年）からは読売新聞で8年間続いた村松梢風『近世名勝負物語』の挿絵を担当した。
1975年（昭和50年）年5月に一人娘を亡くしてからは絵を描く気力を失い家に閉じこもりがちとなった。1985年（昭和60年）1月15日、心筋梗塞のため東京都杉並区の病院で死去した。80歳没。
1987年（昭和62年）、富永謙太郎、富永真紀子 著『谷間の恋人』（日本随筆家協会）が刊行された。